# Ellen Kandeler
 (mars 2018).
Si vous disposez d'ouvrages ou d'articles de référence ou si vous connaissez des sites web de qualité traitant du thème abordé ici, merci de compléter l'article en donnant les références utiles à sa vérifiabilité et en les liant à la section « Notes et références ».
Ellen Kandeler (née le 16 juin 1957 à Berlin) est une biologiste et agronome allemande, spécialisée sur la biologie du sol à l'Université de Hohenheim à Stuttgart. Elle dirige le secteur biologie du sol au sein du projet européen Biofector,.

## Biographie
Après avoir passé son baccalauréat à Vienne en 1975, Ellen Kandeler étudie la biologie à l'Université de Vienne et obtient son diplôme en 1979. Elle y réalise ensuite un doctorat en physiologie végétale.
Par la suite, elle est collaboratrice scientifique à l'Institut fédéral de l'étude des sols à Vienne de 1983 à 1995 ainsi que lectrice à l'Institut d'agrologie et d'ingénierie géologique, à l'Université pour la science des sols et à l'Institut zoologique de Vienne de 1987 à 1998. En parallèle, Ellen Kandeler obtient son habilitation universitaire (Venia legendi) dans le domaine d'étude de la biologie des sols à l'université pour la science des sols et elle dirige le département de microbiologie et le Centre de recherche de l'Office fédéral de l'Agriculture à Vienne entre 1995 et 1998. Elle devient également maîtresse de conférences en biologie et écologie des sols à la faculté d'agriculture de l'université de Halle-Wittemberg.
En 1998, Ellen Kandeler est nommée professeure dans le domaine de la biologie des sols à l'Institut agronomique de l'université de Hohenheim.

## Domaines de recherche principaux
- Microbiologie des sols, écologie microbienne ; écologie des sols
- Dans l'enseignement :
  - Adjointe du département de biologie du sol pour les étudiants de licence, master dans les domaines de l'agronomie, l'agrobiologie ainsi que la biologie. Introduction à la biologie du sol ; géo- et microbiologie de l'environnement ; microbiologie moléculaire du sol, biologie de la biochimie des sols et microbiologie de la rhizosphère.

## Missions de représentation
- Directrice gestionnaire de l'Institut d'agronomie
- Membre du Conseil de la faculté de 2000 à 2002

Elle est membre de plusieurs sociétés scientifiques :
- Société internationale de sciences du sol
- Union des centres de recherche allemands en agriculture (VDLUFA)
- Société allemande de science des sols
- Société américaine de science des sols

## Publications (sélection)
- Liste des publications d'Ellen Kandeler sur le site de l'université de Hohenheim
- (coll.) The influence of heavy metals on the functional diversity of soil microbial communities, in Biology and Fertility of Soils, 23, 1996, p. 299-306
- (coll.) Impacts of Soil Faune Functional Composition on Model Grassland de l'Écosystème. Dans: Science 298 (5593), 2002, p. 615-618
- (coll.) Structure and activity of the nitratereducing community in the rhizosphere of Lolium perenne and Trifolium repens under longterm elevated atmospheric pCO2, FEMS Microbiology Ecology, 49, 2004. p. 445-454.
- (coll.) Application of lipid analyses to understand trophique interactions dans le sol. Dans: Ecology 86, 2005. p. 2075-2082
- (coll.) Role of microorganisms en carbone cycling in soils, in F. Buscot & A. Varma (dir.), Les micro-organismes dans les sols: rôles dans la genèse et fonctions, Berlin, Heidelberg, 2005. p. 139-157